# Emotional World Tour
Emotional World Tour, subtitulada diarios itinerantes,  es una novela gráfica de Miguel Gallardo y Paco Roca, publicada por Astiberri en 2009. Recoge, con un toque de humor, diversas anécdotas de las giras que ambos realizaron para promocinar sus exitosas María y yo y Arrugas, respectivamente.

## Creación y trayectoria editorial
La idea de Emotional World Tour procede de las conversaciones que ambos mantenían cuando coincidían en sus encuentros promocionales, y su título deriva de la etiqueta de cómic social o sensible con el que los medios etiquetaban sus dos obras. Acordaron una estructura común de nueve viñetas por página, intermedia entre sus diferentes estéticas, y trabajaron en ella durante cuatro meses.
Astiberri publicó la novela gráfica en mayo, coincidiendo con el Salón del Cómic de Barcelona y con una tirada de 1.500 ejemplares.